# 三国志 中原の覇者
『三国志 中原の覇者』（さんごくし ちゅうげんのはしゃ）は、1988年7月29日にナムコ（現・バンダイナムコエンターテインメント）から発売されたファミリーコンピュータ用ゲームソフト。「ナムコット ファミリーコンピュータゲームシリーズ」第42弾。
なお、本項では『中原の覇者 -三国将星伝-』についても併せて記述する。

## 概要
本作は、後漢末期から三国時代に掛けて、中国大陸に割拠した君主（群雄）の一人となり、中国統一を目指す歴史シミュレーションゲームである。西暦200年1月から始まる。主に命令書によるコマンド回数に制限を設けた戦略パートや、陣形を編成し半自動的に各部隊ユニットによって行われる合戦パートなどが特徴となっている。
プレイヤーはゲームを開始する前に「英雄タイプ別性格診断」として幾つかの質問に答える必要があり、それに応じて君主が劉備、劉璋、孫権、曹操、馬騰、袁紹（実際のゲーム上ではカタカナ）の6人の中から自動的に選択される。ただし質問の数は少ない上にパターンがひとつだけなので、何回か繰り返すことにより任意の君主でプレイするための選択肢が簡単に分かる。

## 内政・戦略
画面下部には4つのアイコンが表示されており、ここからコマンドを出すことができる。
プレイヤーはコマンドを1回出すごとにメイレイショ（以下「命令書」）が1枚必要となり（一部を除く）、データセーブを1回行うのにも命令書を1枚消費する。命令書の枚数は支配下にある国の数と、ゲーム開始時に選択するレベルにより決まる。
以下、命令書が不要と明示してある場合以外にはコマンド1回ごとに命令書が1枚必要となるものとする。

### 城コマンド
城の様子
自国・他国の城の状態を調べることができる。自国の城については自由に見られるが、他国の城の場合、1つの城につき命令書が1枚必要となる。
武将の移動
道が連結している自国の城同士の武将を移動させることができる。ただし、移動元には最低でも1人の武将を残しておかなければならない。武将の兵も付随して移動となる。
情報集め
配下の武将に情報収集を命令し、新しい武将を探させることができる。武将以外にも金や宝を見つけることがある。基本的には知力が効果に影響するが、原則として、知力と人徳のどちらかが71以下である場合は空振りする可能性がある。ひとつの城につき武将が2人以上いないと実行できず、また君主は情報集めに行けない。指名された武将は一か月間不在になる。
国造り
「土地の価値を上げる（10月の収穫が上がる）」「産業の発展（4月の税収が上がる）」「町の開発（人口が上がり、4月・10月の金収入が上がる）」の3種類が実行できる。命令書以外に金も必要で、知力が効果に影響する。
道を見る
城同士をつなぐ道を見ることができる。連結した城にのみ移動したり戦争を仕掛けたりできる。命令書は不要。
データを見る
部隊属性「平軍」「山軍」「水軍」と、武将の能力「体力」「知力」「武力」「人徳」「忠誠」の数値と、割り当てられた兵力「歩兵」「騎馬」「弓隊」の数値を見ることができる。
また陣形「鳥雲の陣」「魚鱗の陣」「鋒矢の陣」「鶴翼の陣」を変更できる。命令書は不要。
記録する
それまでのプレイ内容をバックアップデータとしてセーブする。

### 倉コマンド
与える
配下の武将や民衆に金を与えることができる。与えられる範囲は1-99となる。武将の場合は忠誠度が、民衆の場合は統治度が上昇する。武器を所有している場合には、武力が80未満の武将に与えて武力を上げることができる。
運ぶ
自国勢力下の、道で連結した城同士の物資を輸送する。
贈り物をする
他勢力下の城へ財宝を贈ることで友好関係を作ることができる。送った後の反応で効果が分かる。ただし、友好度が高くても攻めて来ることもある。

### 軍隊コマンド
偵察
自国・敵国の城の周辺の地形マップを調べられる。自国の城は自由に閲覧できるが、他国の城の場合は1つの城につき命令書が1枚必要となる。
徴兵
徴兵および軍の編成を行う。編成のみの場合にも命令書が必要となる。兵100人ごとに金20が必要になる。武将1人ごとの最大兵数は1000人だが、武将に配属する以外にも城の待機兵とすることもできる。
出陣
敵国の城に戦争を仕掛ける。兵100人に付き金20が必要になる。

### 街コマンド
街の施設は4種類あるが、4種類全てがあるのはゲーム開始時に太守がいる6つの都市のみで、それ以外の場所では2種類あるいは3種類のみとなっている。
武器屋
1-99の間で武器を購入することができる。購入には武器1個につき金5が必要となる。購入した武器は倉に蓄えられ、倉コマンドで武将に与えることができる。
学問所
知力が80未満の武将の知力を上げることができる。掛かる費用と効果は武将の知力によって異なり、知力が低いほど金が必要となる。
病院
金50を払い、戦争で負傷した武将の体力を41～44の数値を回復させることができる。
質屋
入手した財宝を売却することができる。

## 戦争
1回の戦争の期限は10日間。勝利条件は、攻撃側は守備部隊の全滅もしくは撤退や降伏、守備側は攻撃部隊の全滅もしくは撤退や降伏・戦争期限の経過となる。
各陣営には「機動力」という数値が設定され、移動・攻撃・計略などの軍事行動を行う際に、これらを消費して進行する。1ターンごとに数値は回復し、値は部隊数や兵数によって異なる。また、全軍を待機することで余った機動力値を次のターンに持ち越すこともできる（但し40を超えられない）。
自国の部隊を選択し敵部隊に攻撃すると合戦パートに移行する。部隊は一般的な「歩兵」、移動力の高い「騎馬隊」、間接攻撃ができる「弓隊」、2回攻撃が可能な「武将」とユニットが構成されており、４つの陣形のうち事前に設定した陣形によって各ユニットが配列される。プレイヤーは4つのユニットに前進・後退・退却など大まかな命令を指示し、自動的に戦闘が進行していく。また、状況に応じて命令を変更することもできる。合戦は、どちらかの武将を含めたユニットの全滅および武将の死亡・退却・降伏が行われるまで進行していく。また、武将ユニット同士が隣接すると一騎討ちパートへと移行し、牽制や捨て身の攻撃などのコマンドを選択しながらどちらかの武将が死亡、退却、降伏するまで行われる。
敵将はユニットで包囲し攻撃して体力を下げていくと降伏してくることもある。
戦争パートには計略が使用することができ、敵に兵や体力を減らすもの、敵部隊を移動させなくするもの、敵将を味方につけるものなど様々な種類がある。

## 武将
武将のパラメータは「体力」「知力」「武力」「人徳」「忠誠」となっている。
また、武将には「平軍」「山軍」「水軍」の3種類のうち1つの部隊属性設定されており、それぞれ移動や攻撃の際、有利になる地形がある。
体力が0になると力尽きて死亡となる。病院で回復できる。
知力の数値が大きければ、戦闘モードで使用できる計略が増える。
80未満の知力の武将に学問所で知力を上げることができる。
80未満の武力の武将に武器屋で武器を購入したのち、倉コマンドで武器を与えることで武力を上げることができる。

## 各勢力
- 劉備

四方を敵に囲まれ、城の数も少ない状況ではあるが各武将の能力は高く本拠地の在野の武将も優秀な者が多い。
- 孫権

曹操同様広大な領土の割には武将の数が不足しており、初期段階では命令を下せない城も登場する。ゲームの仕様上、史実と違う家臣が仕えている。
- 曹操

劉備と並ぶ豊富な人材ではあるが、中央を本拠地とし城の数に対して武将の頭数が明らかに不足しており序盤の武将集めが鍵を握る。
- 劉璋

知将はいるものの、張任をはじめとした歴戦の勇将が在野であり能力アップをしようにも城の内政を優先せざるを得ず、この中では一番難易度が高い。
- 馬騰

武力は高いが韓遂以外の武将の知力が軒並み低く学問所で能力を上げることが最初の課題。
- 袁紹

初期段階では人材、領地共に問題は無いが、君主である袁紹の徳の値が低く途中加入の武将の忠誠上げに苦労する。

## コンピュータ側
飛び地へ武将の移動ができている。（操作側は飛び地へ移動できない）
合戦するごとに陣形の変更できている。（操作側は戦争モードでは陣形を変更できない）

## 三国志II 覇王の大陸
1992年6月10日に発売されたファミリーコンピュータ用ソフト。本作の正統な続編。

## 中原の覇者 -三国将星伝-
2006年2月9日に発売されたPlayStation Portable用ソフト。登場武将数は400人あまりで、女性武将も登場する。年代別にシナリオが増やされ、どの君主を選ぶこともできる。
1. 黄巾の乱―序章―（184年） - 練習用ショートシナリオ
2. 黄巾の乱（184年）
3. 反董卓連合（189年）
4. 群雄割拠（194年）
5. 漢中征伐（211年）
6. 三国鼎立（219年）

1都市に武将が最低1人必要で、未登場武将を含め全土統一に必要な武将が足りなくなるとゲームオーバーになる。

## 攻略本
- 『三国志　中原の覇者　必勝攻略法』(ファミリーコンピュータ完璧攻略シリーズ (51))、編著：ファイティングスタジオ 、双葉社、定価380円、新書:1988年,ISBN:9784575151084
- 『三国志　～中原の覇者～　完全攻略テクニックブック』、徳間コミュニケーションズ、1988年、新書120頁：ISBN:9784886581198